# Nationaal park Doi Inthanon
Het nationaal park Doi Inthanon ligt in het district Mae Chaem (provincie Changwat Chiang Mai) in het noorden van Thailand. De hoogste berg van het land, de Doi Inthanon, maakt deel uit van het nationaal park.

## Geografie
Het park ligt ongeveer 60 kilometer van de stad Chiang Mai. De dorpen Karen en Meo Hmong liggen in het nationaal park, waar circa 4.500 mensen wonen. De hoogte van het park varieert van 800 tot 2.565 meter. In het park bevinden zich meerdere watervallen, en de klimatologische omstandigheden zijn niet overal gelijk.

## Flora en fauna
Het nationaal park bestaat voornamelijk uit nevelwoud, veengebieden en loofbos. Het park telt ongeveer 383 diersoorten en heeft op één ander park na de meeste vogelsoorten van Thailand.